# Seska
Seska è un personaggio immaginario dell'universo fantascientifico di Star Trek. È un personaggio ricorrente delle prime due stagioni della serie televisiva Star Trek: Voyager, in cui viene interpretato da Martha Hackett.

## Storia del personaggio
Di origine cardassiana, Seska è stata alterata chirurgicamente in modo da apparire Bajoriana, per potersi infiltrare nella nave maquis comandata da Chakotay. Divenuta buona amica di B'Elanna Torres, il suo arruolamento nella cella maquis viene approvato da Chakotay e presto i due divengono amanti. Trasportata nel Quadrante Delta insieme agli altri Maquis, è con essi inserita nell'equipaggio della USS Voyager, prima come addetta alla sezione scientifica e poi come ingegnere.
Sostenitrice della necessità per la Voyager di trovare dei forti alleati e di ottenere tecnologia per tornare nel Quadrante Alfa a tutti i costi, Seska è coinvolta nel tentativo di rubare una tecnologia dai Sikariani. Cede segretamente ai Kazon Nistrim la tecnologia dei replicatori, la quale tuttavia causa la morte di gran parte dell'equipaggio di una nave kazon. Nel tentativo di occultare le sue responsabilità, Seska rimane ferita, e le seguenti analisi mediche dimostrano la sua vera natura di Cardassiana. Seska riusce a salvarsi teletrasportandosi su un'altra nave kazon.
Da quel momento in poi Seska diviene la compagna di Culluh, il Primo Maje dei Kazon Nistrim, aiutandolo a tendere numerose trappole alla USS Voyager per rubare tecnologia e acquisire la supremazia sugli altri Kazon. Dopo uno di questi eventi, in seguito al quale Chakotay è stato catturato, Seska dice di essersi fecondata con il suo DNA. Quando il bambino nasce, Seska lo contatta affermando che Culluh l'aveva scacciata dopo aver capito che il bambino non era suo. Nel cercare di portarle aiuto, la USSVoyager viene ripetutamente attaccata da navi kazon, e successivamente abbordata da truppe nistrim, comandate congiuntamente da Seska e da Culluh, che abbandonano l'equipaggio su un pianeta deserto.
Sulla nave, Seska apprende dal Dottore che il bambino è figlio suo e di Culluh. Per prendere il controllo della nave, Tom Paris e alcuni Talassiani alleati sferrano un attacco all'astronave; congiuntamente, dall'interno Lon Suder e il Dottore operano per la buona riuscita dell'impresa durante la quale Seska rimane uccisa in un'esplosione provocata proprio da Suder..
Seska fa una fugace apparizione in un episodio della terza stagione, sotto forma di virus informatico che lei stessa, prima di lasciare la Voyager, aveva inserito nel ponte ologrammi con lo scopo di vendicarsi e far vivere a tutto l'equipaggio un virtuale ammutinamento da parte dei Maquis, con lei e Chakotay a capo della rivolta.

## Accoglienza
Nel 2002 Seska si è classificata al diciottesimo posto nella lista di TV Zone dei primi venti cattivi televisivi di fantascienza. La Regina Borg è al secondo posto, Gul Dukat al quarto, Weyoun all'ottavo e Q all'undicesimo.

## Interpreti
Il personaggio di Seska è stato interpretato in tutti gli episodi in cui compare da Martha Hackett, attrice doppiata nella versione italiana da Pinella Dragani nella prima stagione di Star Trek: Voyager e da Anna Cesareni nella seconda e terza stagione della serie. Quando le è stata assegnata la parte, Martha Hacket non venne informata che il suo personaggio sarebbe stato in realtà una spia cardassiana. In seguito ha spiegato che "quando ho iniziato ero Seska, il membro di un gruppo di Maquis Bajoriani e loro hanno in qualche modo modificato tutto il resto in stile soap opera". Quando Martha Hacket viene presa per la parte di Seska, rimase incinta. 
Hacket ha descritto Seska come un personaggio composto da diversi strati: "i lati più oscuri di Seska provengono da una certa instabilità emotiva, almeno è così che io l'ho interpretata". Seska viene uccisa nell'episodio Sopravvivenza (seconda parte) (Basics: Part 2, 1996), all'inizio della terza stagione di Star Trek: Voyager, il che ha rappresentato una sorpresa per l'attrice, perché le era precedentemente stata consegnata una versione della sceneggiatura in cui il suo personaggio sopravviveva, ma suo figlio moriva. Dopo la morte del suo personaggio, Martha Hacket è tornata in Voyager nella parte di Seska in altri due episodi, La peggiore delle ipotesi (Worst Case Scenario, terza stagione, 1997) e Nelle pieghe del tempo (Shattered, settima stagione, 2001), apparendo in un totale di tredici episodi della serie.
Il primo approccio di Martha Hackett con il franchise di Star Trek non fu, tuttavia, con il personaggio di Seska, ma quando sostenne un provino per il ruolo di Jadzia Dax in Star Trek: Deep Space Nine, parte poi andata a Terry Farrell. Successivamente le venne assegnata la parte di una Terelliana nel doppio episodio finale di Star Trek: The Next Generation, Ieri, oggi, domani (prima parte) e Ieri, oggi, domani (seconda parte) (All Good Things... - Part 1 e All Good Things... - Part 2, 1994), e apparve anche in Deep Space Nine nella parte della subcomandante romulana T'Rul, nel doppio episodio della terza stagione In cerca dei fondatori (prima parte) e In cerca dei fondatori (seconda parte) (The Search: Part 1 e The Search: Part 1, 1994).
Oltre a questi ruoli, Martha Hackett ha inoltre interpretato una subcomandante romulana nel cortometraggio direct-to-video del 1995 Hallmark: 1995 Romulan Warbird ed è apparsa nel franchise anche prestando la voce ad alcuni personaggi dei videogiochi Star Trek: Klingon (1996), Star Trek: Armada II (2001), Star Trek: Bridge Commander (2002) e Star Trek: Elite Force II (2003).

## Filmografia
- Star Trek: Voyager - serie TV, 13 episodi (1995-2001)

## Libri

### Romanzi
- (EN) Keith R.A. DeCandido, The Brave and the Bold, collana Star Trek, The Brave and the Bold, vol. 2, New York, Pocket Books, 2003, ISBN 0743419235.
- (EN) Sarah Shaw, Keith R.A. DeCandido e Peter David, The Mirror-Scaled Serpent, in Obsidian Alliances, collana Star Trek, Mirror Universe, vol. 2, New York, Pocket Books, 2007, ISBN 1416524711.
- (EN) David Mack, Rise Like Lions, collana Star Trek, Mirror Universe, New York, Pocket Books, 2011, ISBN 1451607199.

## Videogiochi
- Star Trek Timelines (2016)